# Iris maackii
Iris maackii är en irisväxtart som beskrevs av Carl Maximowicz. Iris maackii ingår i släktet irisar, och familjen irisväxter. Inga underarter finns listade i Catalogue of Life.